# Julius Jenkins
Julius Jenkins (ur. 10 lutego 1981 w Fort Lauderdale) – amerykański koszykarz, występujący na pozycjach rozgrywającego lub rzucającego obrońcy.

## Osiągnięcia
Stan na 17 listopada 2020, na podstawie, o ile nie zaznaczono inaczej.

### NCAA
- Zaliczony do:
  - I składu konferencji Southern (SoCon – 2003)
  - II składu:
    - SoCon (2001, 2002)
    - turnieju konferencji SoCon (2003)
- Lider SoCon w:
  - skuteczności rzutów za 3 punkty (41,8% – 2003)
  - liczbie oddanych rzutów z gry (432 – 2001)

### Drużynowe
- Mistrz:
  - Niemiec (2008, 2012)
  - Czarnogóry (2016)
- Wicemistrz:
  - Eurocup (2010)
  - Niemiec (2011, 2013)
- Brąz:
  - EuroChallenge (2013)
  - ligi niemieckiej (2006, 2014)
- Zdobywca:
  - pucharu:
    - Niemiec (2009, 2012, 2015)
    - Czarnogóry (2016)

  - Superpucharu Belgii (2005)

### Indywidualne
- MVP:
  - ligi:
    - niemieckiej (2008, 2010)
    - czarnogórskiej (2016)

  - finałów:
    - mistrzostw Niemiec (2008)
    - pucharu Niemiec (2009, 2012)

  - meczu gwiazd ligi niemieckiej (2008)
  - konferencji południowej II ligi niemieckiej (2005)
  - kolejki Eurocup (3 - 2005/2006, 1 - 2009/2010)
- Ofensywny zawodnik roku ligi niemieckiej (2007–2010)
- Zaliczony do:
  - I składu ligi niemieckiej (2007–2011)
  - II składu ligi niemieckiej (2014)
- Uczestnik meczu gwiazd ligi niemieckiej (2008, 2009, 2011, 2014)
- Lider strzelców ligi belgijskiej (2006)